# 애나베스 기시
애너베스 기시(Annabeth Gish, 영어 발음: /ˈænəbɛθ/, 1971년 6월 13일 ~ )는 미국의 배우이다.

## 출연 작품

### 영화
- 미스틱 피자 (1988)
- 마지막 만찬 (1995)
- 더블 크라임 (1999)
- 싸이코패스 룸메이트 (2018) - 매디 스튜어트 역
- 나이트메어 시네마 (2018)
- 림 오브 더 월드 (2019)
- Quiet in My Town (미정) - 클로디아 역

### 텔레비전
- 엑스파일 (2001-18)
- 웨스트 윙 (2003-06)
- 브라더후드 (2006-08)
- 더 브릿지: 조각 살인마 (2013-14)
- 썬즈 오브 아나키 (2014)
- 홀트 앤 캐치 파이어 (2016-17)